# Ладислав Медек
Ладислав Медек (чеськ. Ladislav Medek; 1889 — 24 вересня 1915) — чеський футболіст, що грав на позиції правого нападника.

## Футбольна кар'єра
До 1909 року роках виступав у складі команди «Пардубіце». В 1909 році перебрався до провідної команди країни того часу — «Славії». Чемпіон Богемії 1913 року і триразовий володар кубка милосердя у 1910, 1911 і 1912 роках. У кожному з трьох фіналів забивав по одному голу. Фіналіст турніру у 1913 і 1914 роках.
Останній матч у складі «Славії» зіграв 15 серпня 1915 року проти команди дублерів «Славія-Б» (8:2), незабаром після цього опинився на ліній фронту і загинув через 39 днів після матчу.